# Vlagyimir Lukics Borovikovszkij
Vlagyimir Lukics Borovikovszkij (Mirgorod, Poltava Járás, Ukrajna, 1757. július 27. — Szentpétervár, 1825. április 6.) a 18-19. század fordulóján a legismertebb ukrán származású portréfestő az Orosz Birodalomban.

## Életpályája
Ukrán kozák családban született, atyja ikonfestő volt, így a fiatal Vlagyimir Lukics Borovikovszkij a rajzolást és a festést atyjától tanulta. Vlagyimir Borovikovszkij-nak három fiútestvére volt, a családi hagyomány szerint mindannyian a Mirgorod ezredben szolgáltak. Vlagyimir Borovikovszkij korán késztetést érzett a rajzoláshoz és a festéshez, már fiatalon ikonokat kezdett festeni a helybeli egyházi intézmények számára. 
Apja nyomdokain haladt a csendes vidéki életben addig, ameddig fel nem figyelt portréfestői képességeire egy befolyásos barátja, aki megkérte, hogy fesse meg I. Péter orosz cár és Katalin cárnő portréját, a portrék annyira jól sikerültek, hogy a cári család lehetővé tette Borovikovszkij szentpétervári letelepedését, ez 1787-ben történt. Ettől kezdve Szentpéterváron élt és alkotott, Szentpéterváron még képezte magát, D. G. Levickij volt a mestere.

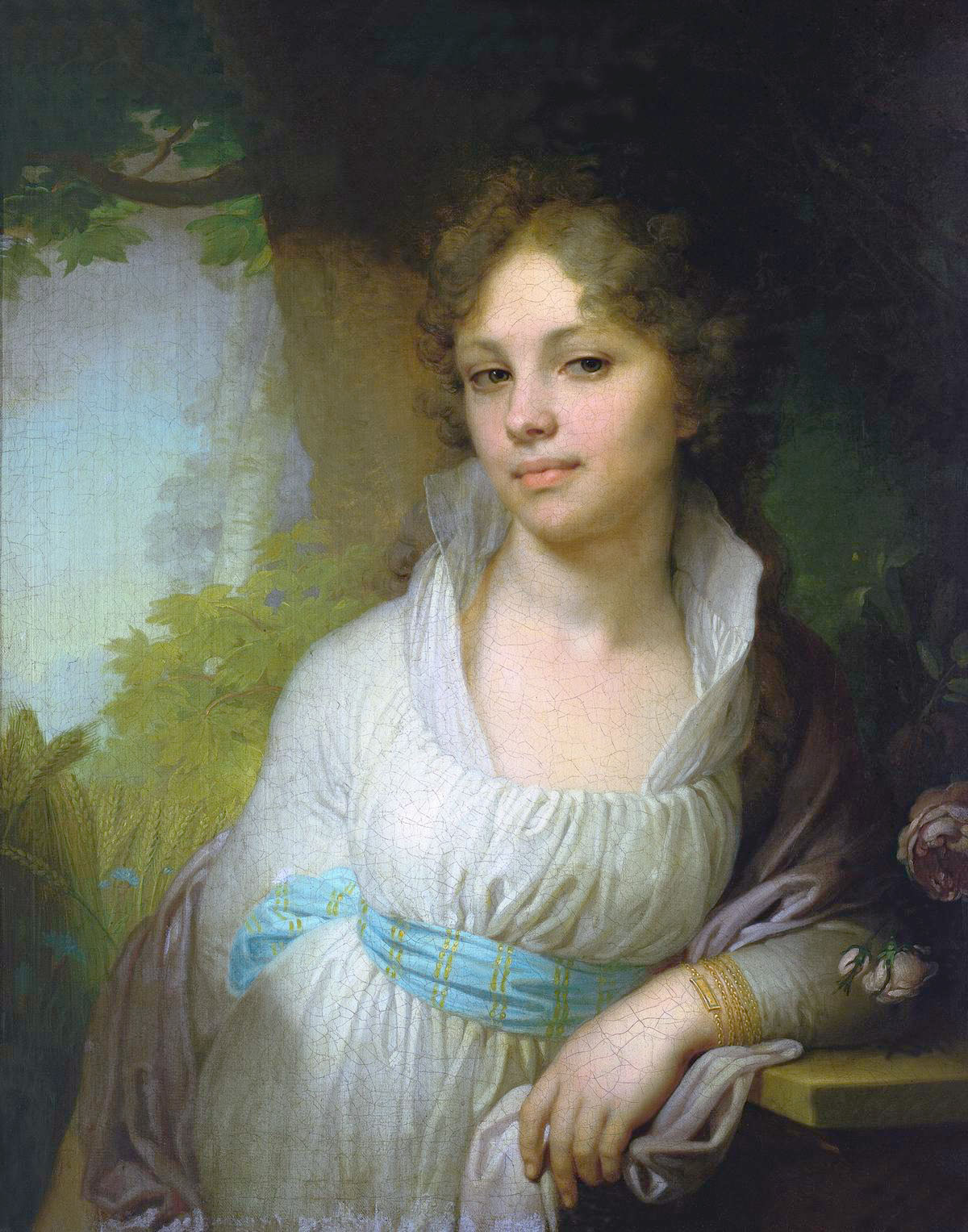
Maria Lopukhina portréja (1797)

Borovikovszkij portréi sokkal különbek voltak, mint a szokványos reprezentatív arcképek, mivel ő igyekezett megragadni az általa festett személy egyéniségét és közvetlen érzéseit. Továbbá lehetőség szerint természeti környezeteben készültek portréi, amelyeken tükröződik a 18. századi orosz szentimentalizmus szelleme.
Igen termékeny művész volt, mintegy 500 portrét festett, amelyekből 400 fent maradt mind a mai napig, legtöbbjüket az Állami Tretyjakov Galériában őrzik. Megörökítette az orosz történelem nevezetes alakjait, a cári, s a nemesi családok tagjait, tábornokokat, bírákat és művész embereket, de olykor egyszerű embereket is. Érdemben gyarapította az orosz történelem arcképcsarnokát.
Élete utolsó évtizedében egyre inkább vallási képeket festett, de már nem a hagyományos bizánci stílusban, hanem a nyugat-európai stílust követte.

## Emlékezete
2007-ben, születésének 250. évfordulója alkalmából emlékbélyeget bocsátottak ki tiszteletére.

## Ismertebb portréiból
- I. Péter cár
- II. Katalin (1794-95)
- M. I. Lopuhina (1797)
- A. G. és V.G. Gagarin (1790-es évek)
- Kezeit melegítő paraszt (1790-es évek)

## Galéria

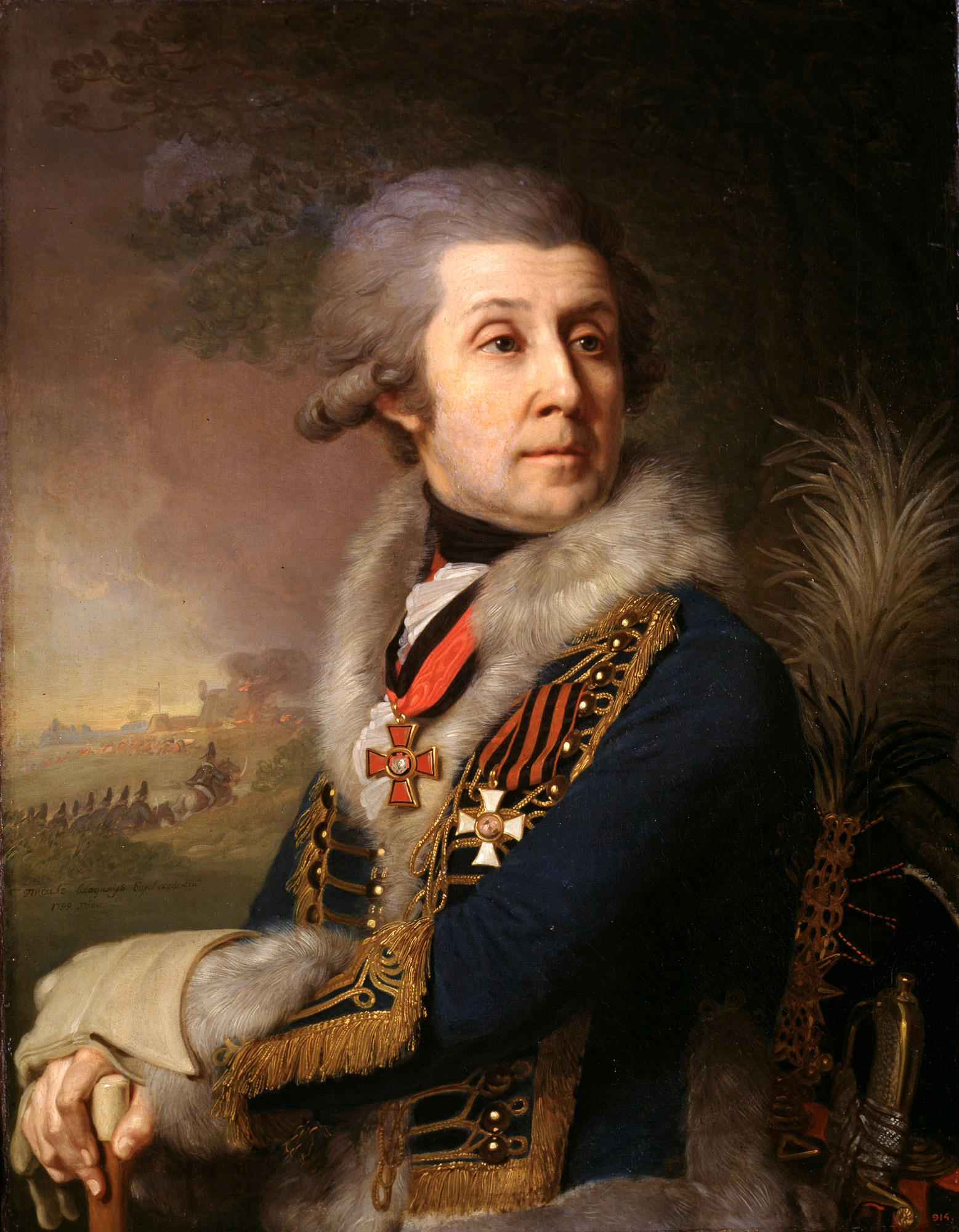
F. A. Borovszki vezérőrnagy portréja
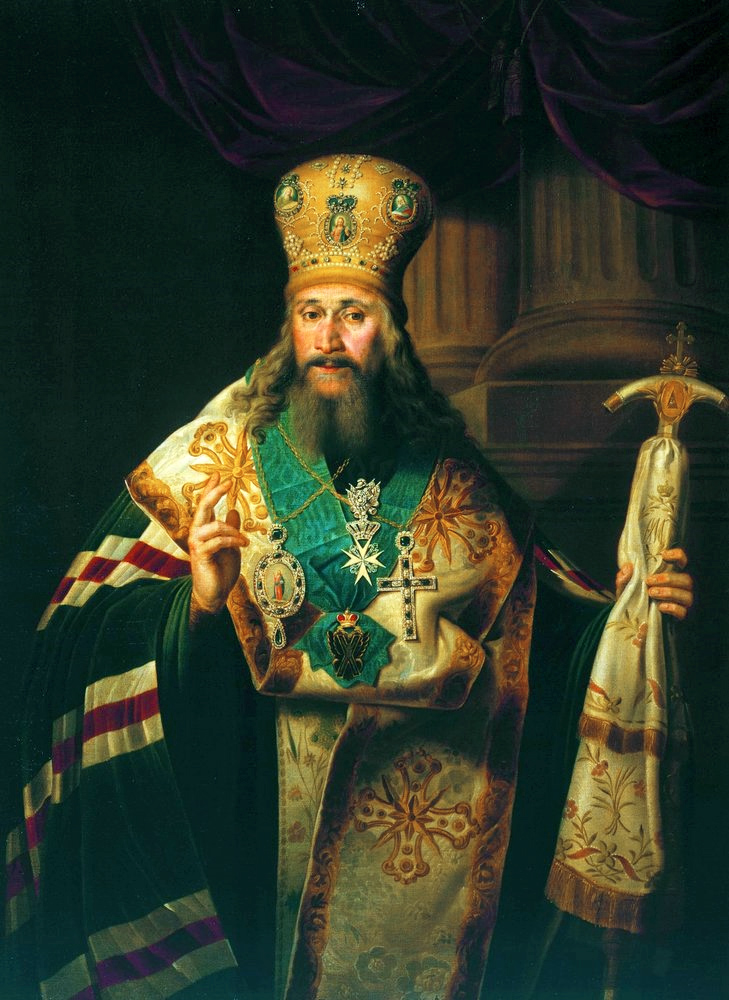
Szentpétervár metropolitája
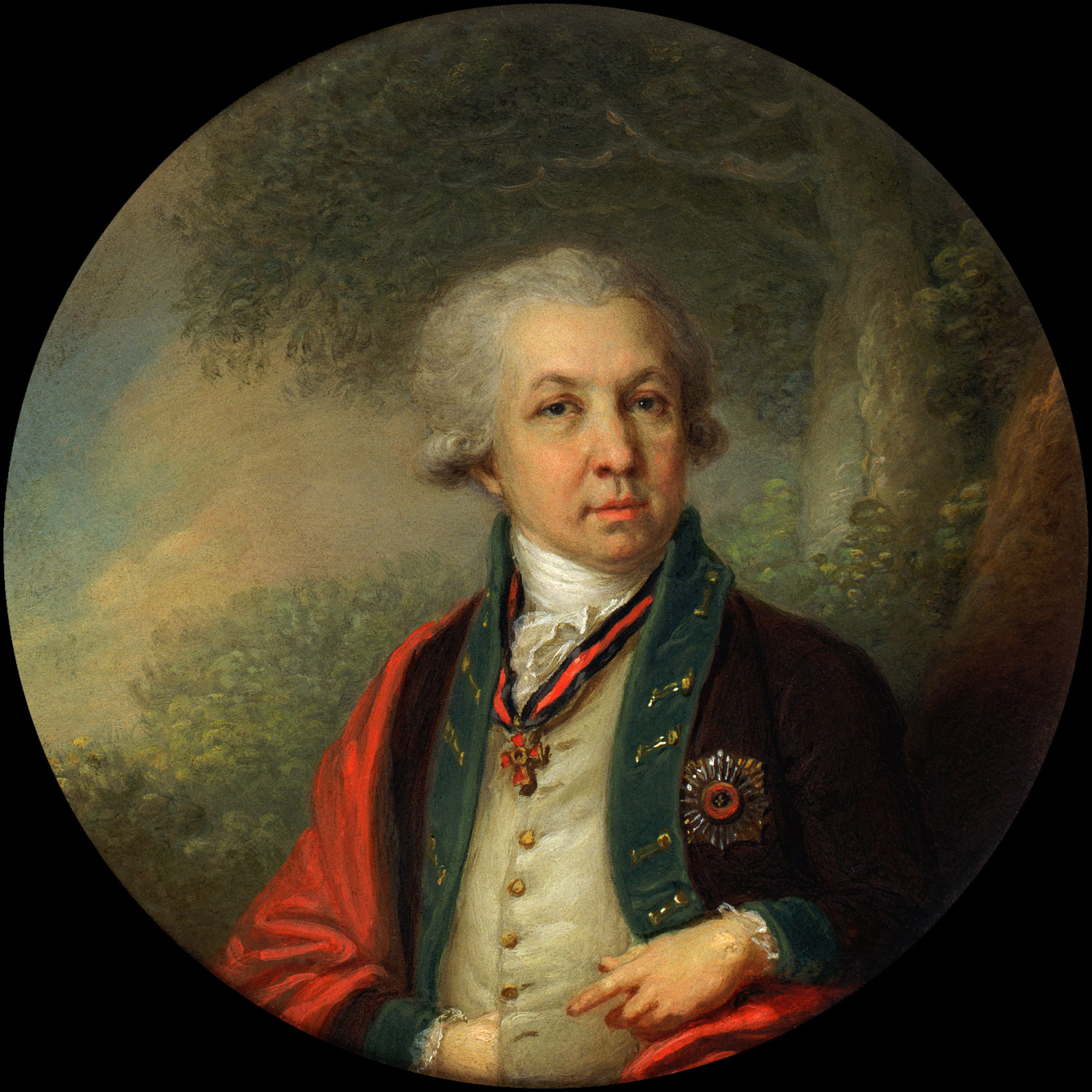
Gavriil Romanovics Gyerzsavin, az orosz felvilágosodás költőfejedelme
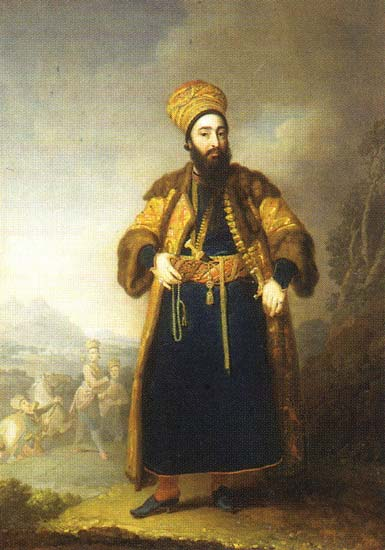
Mirza Ali Kuli Khan
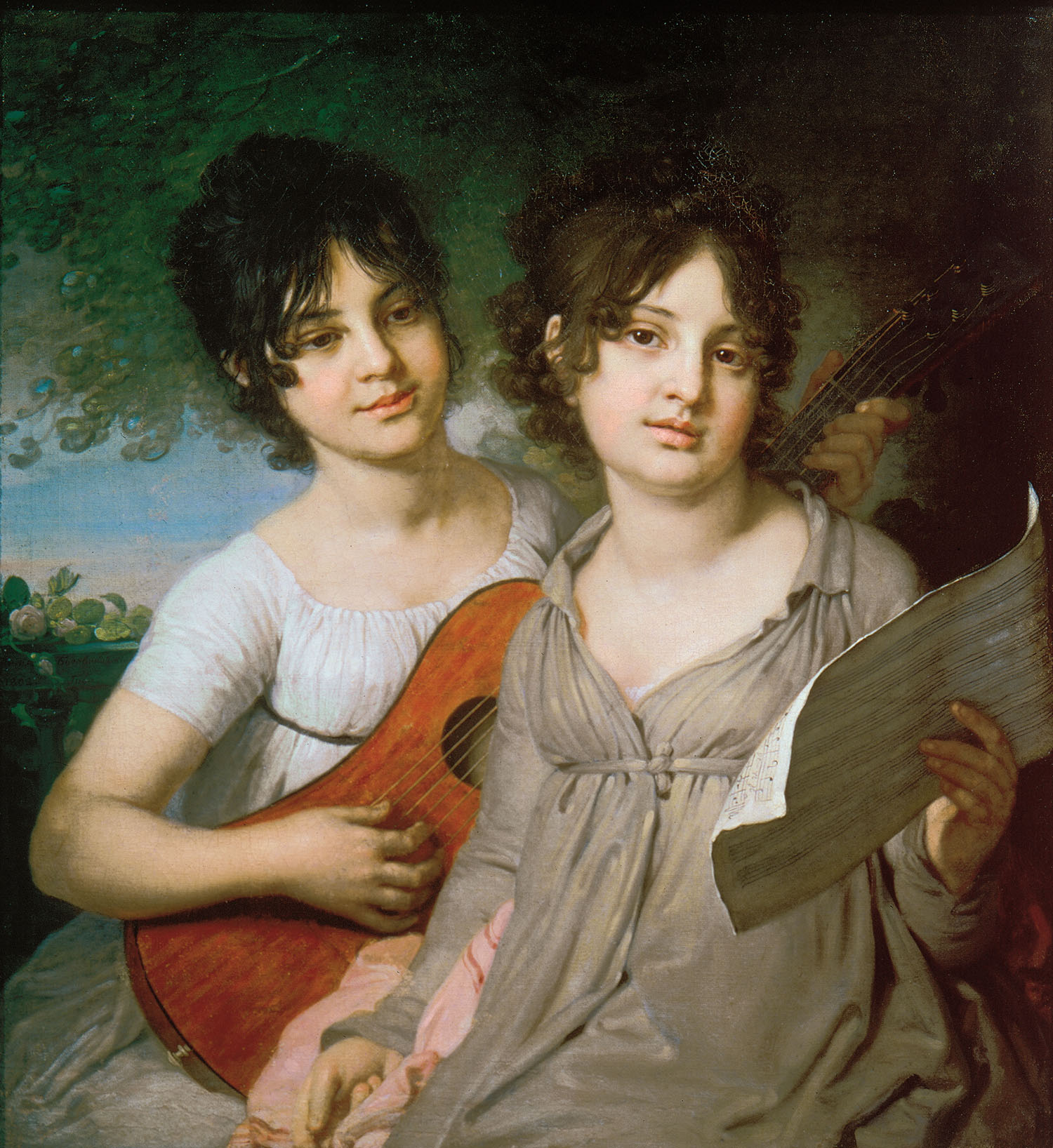
Gagarin nővérek
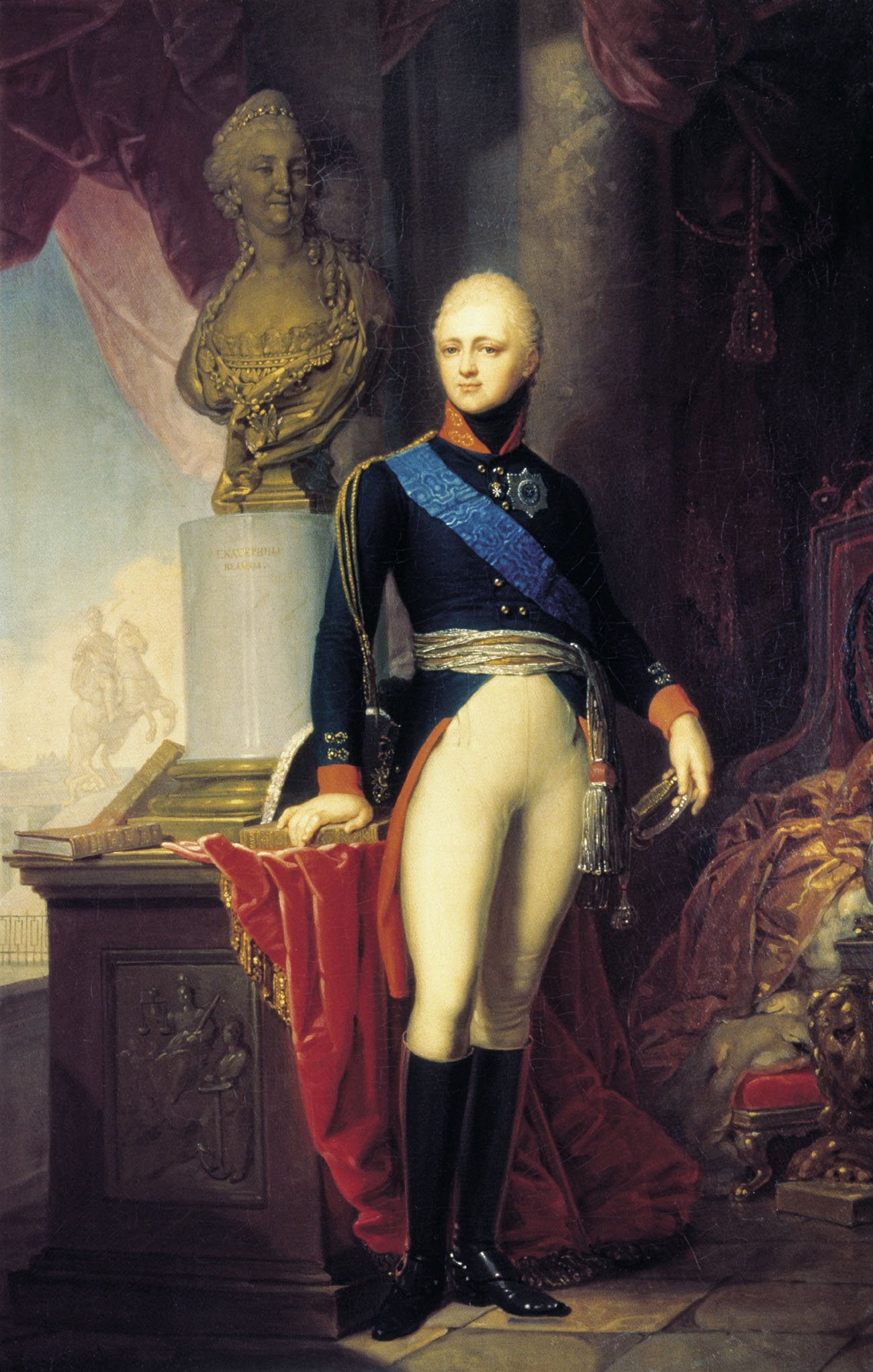
I. Sándor orosz cár II. Katalin cárnő portrészobrával
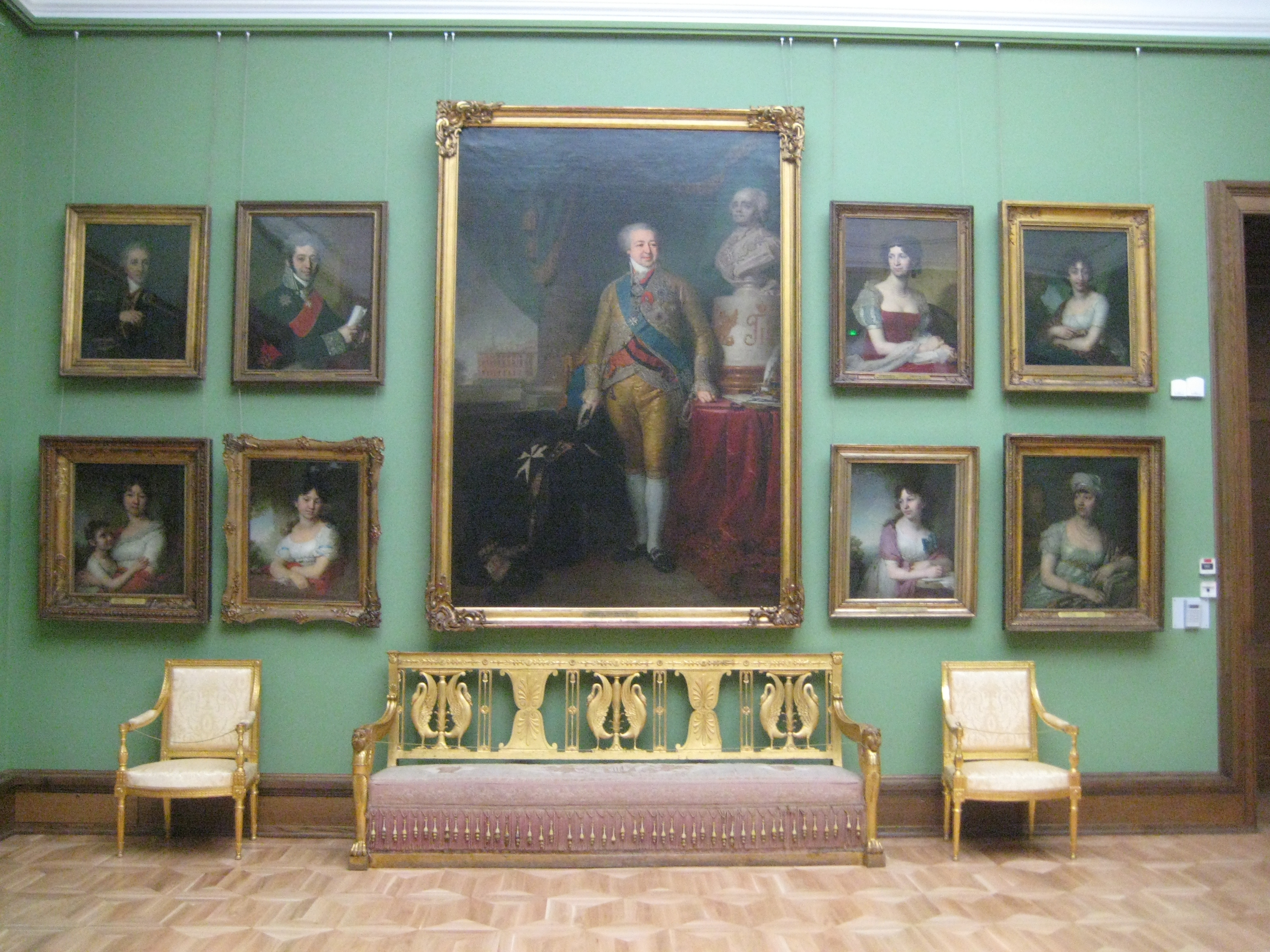
A Tretyjakov Galéria 18. századi portréiból, középen a nagy kép Alexander Kurakin diplomatát ábrázolja Borovikovszkij által
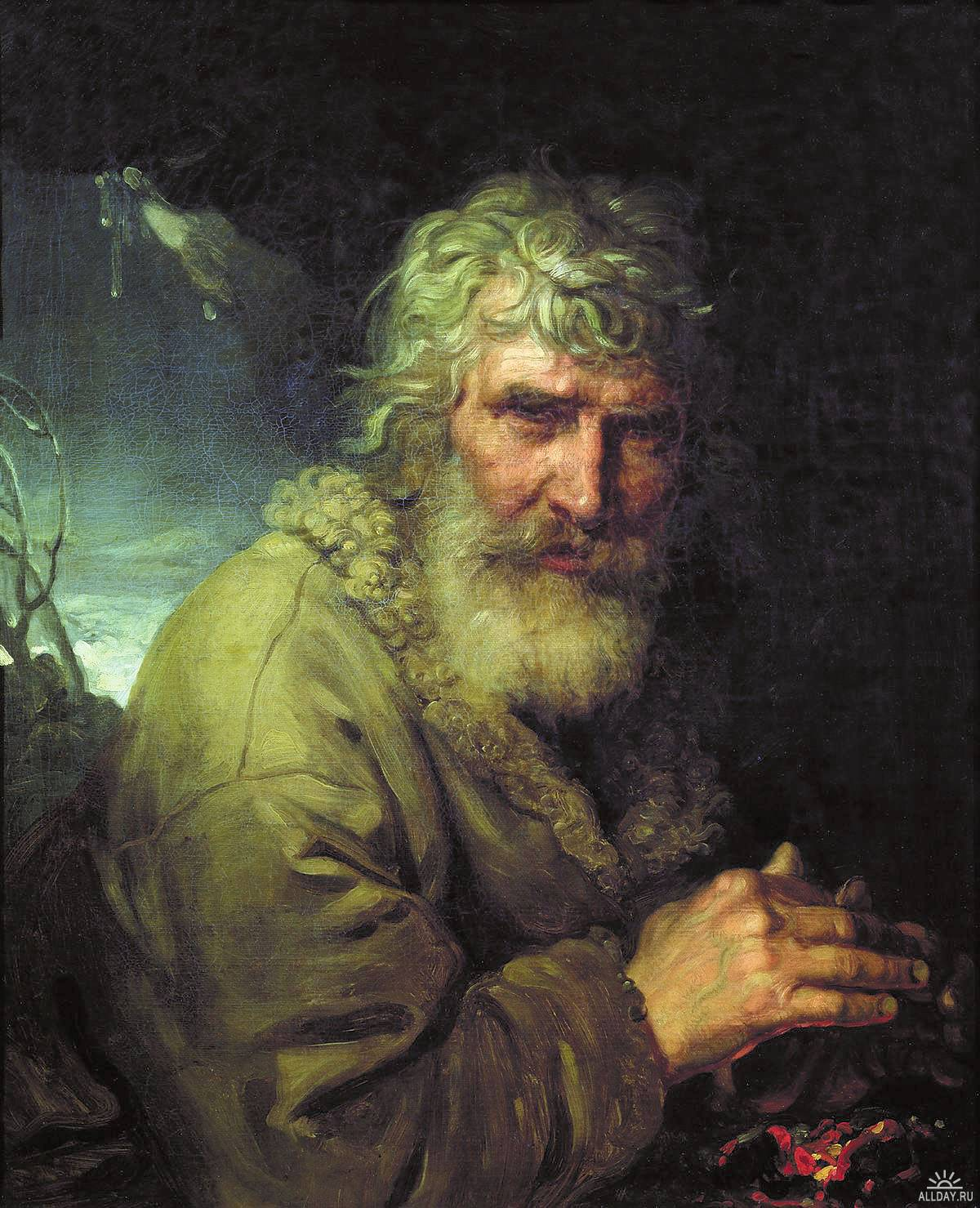
A tél allegóriája
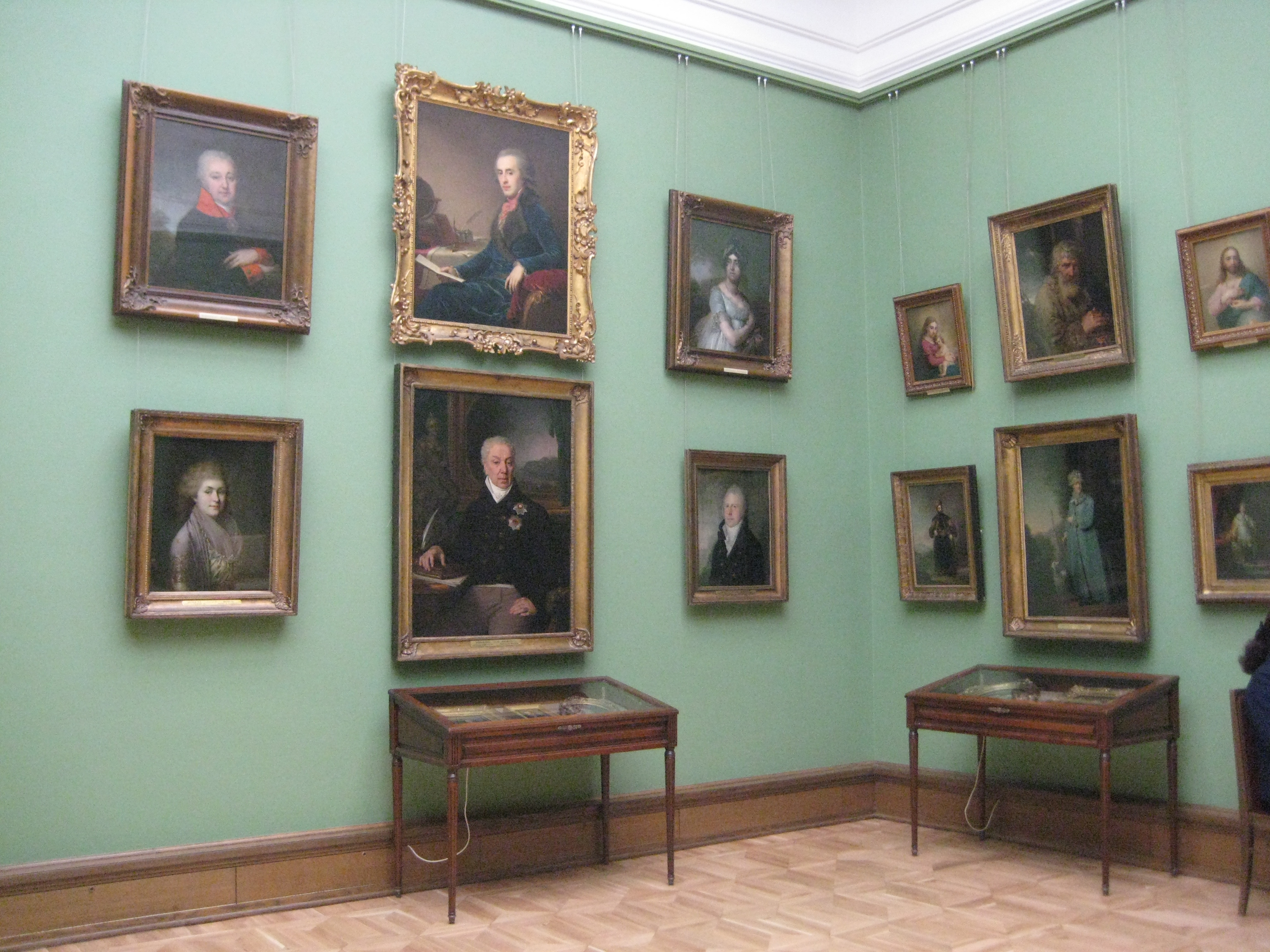
Még egy részlet a portré csarnokból, jobbról lent közép tájon II. Katalin orosz cárnő portréja
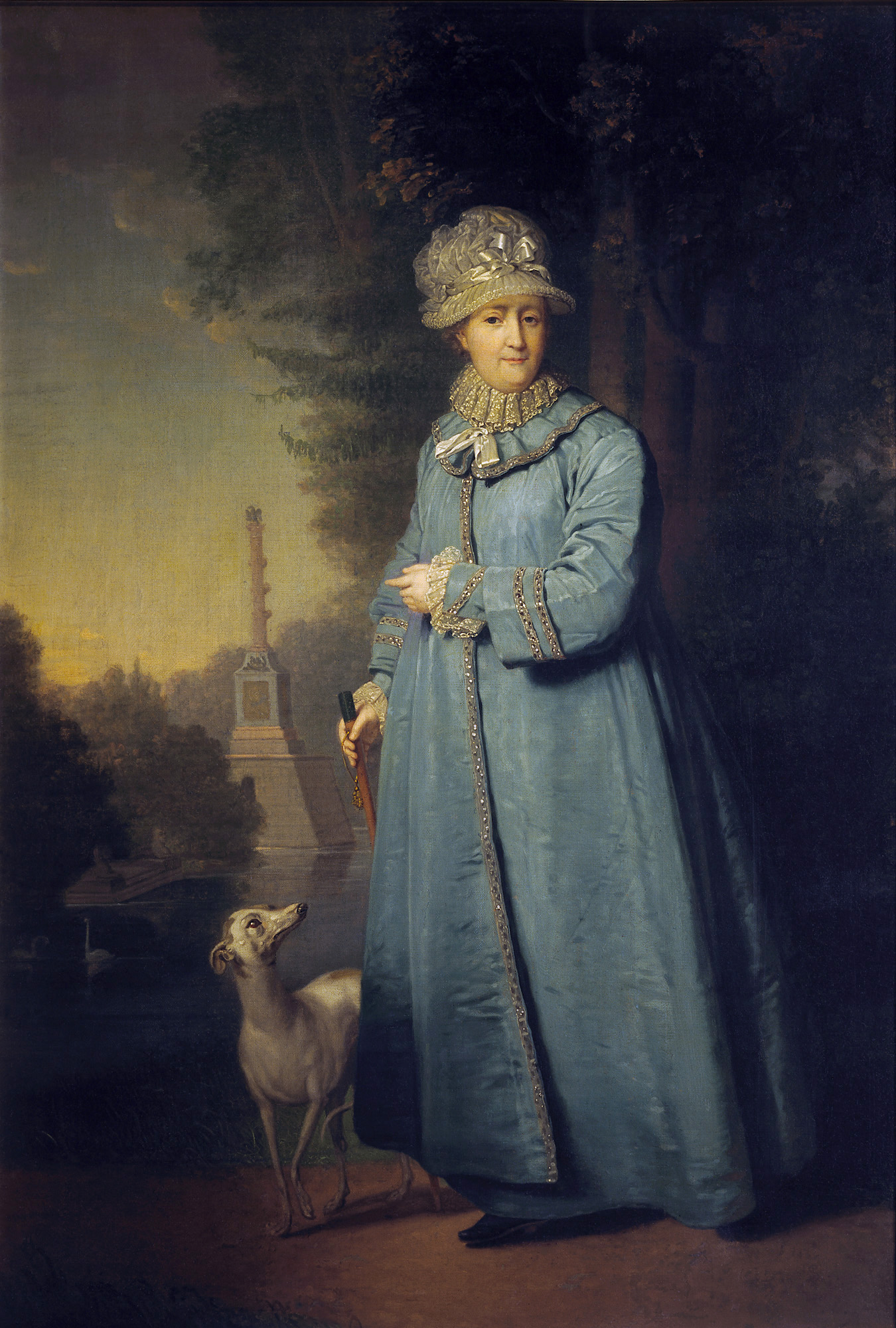
A sétáló II. Katalin orosz cárnő